# Reichenau
Reichenau a Boden-tó legnagyobb szigete Németországban. 724-ben alapított Benedek-rendi kolostora a 10–11. századi európai művészettörténet jelentős emléke, amely 2000-ben felkerült az UNESCO világörökség-listájára.

## Fekvése
A sziget a Boden-tó nyugati részén helyezkedik el, Konstanz és Radolfzell között. A Reichenau településhez tartozik. 4,5 kilométer hosszú és 1,5 kilométer széles, területe 4,3 km². A szigetet 1838 óta egy töltés köti össze a tó partjával, amely a gépjárművek közlekedésére is alkalmas.
A Bodeni-tó hőmérséklet-kiegyenlítő hatása illetve az alpesi főn miatt Reichenau éghajlata igen enyhe, ami igen kedvező a zöldségtermelés számára. A szigeten 160 hektáron folyik mezőgazdasági termelés. Az itt élők másik fontos jövedelmi forrása az idegenforgalom.

## Látnivalók

### A kolostor
A Benedek-rendi kolostort Pirminius missziós püspök alapította 724-ben. Utóbb Waldo von Reichenau (786–806) idején apátsággá lett és a frank uralkodók és majordomusok támogatását élvezte. Az I. Henrik, I. Ottó és II. Henrik által adományozott privilégiumok és javak nyomán a kolostor kulturális virágzásnak indult. Az iskola, a György-templom falfestményei, illetve Hermann von Reichenau és Berthold von Reichenau történetírók munkássága híressé tették Reichenaut. A 13. században a kolostor szellemi és anyagi hanyatlásnak indult, a 14. század második felére már az egész kolostori vagyont elzálogosították. 1757-ben a kolostort megszüntették, 1805-ben a kolostor kéziratállománya a karlsruhei udvari könyvtárba került. 2001 óta ismét egy kis bencés közösség él a szigeten.

### Szent György-templom

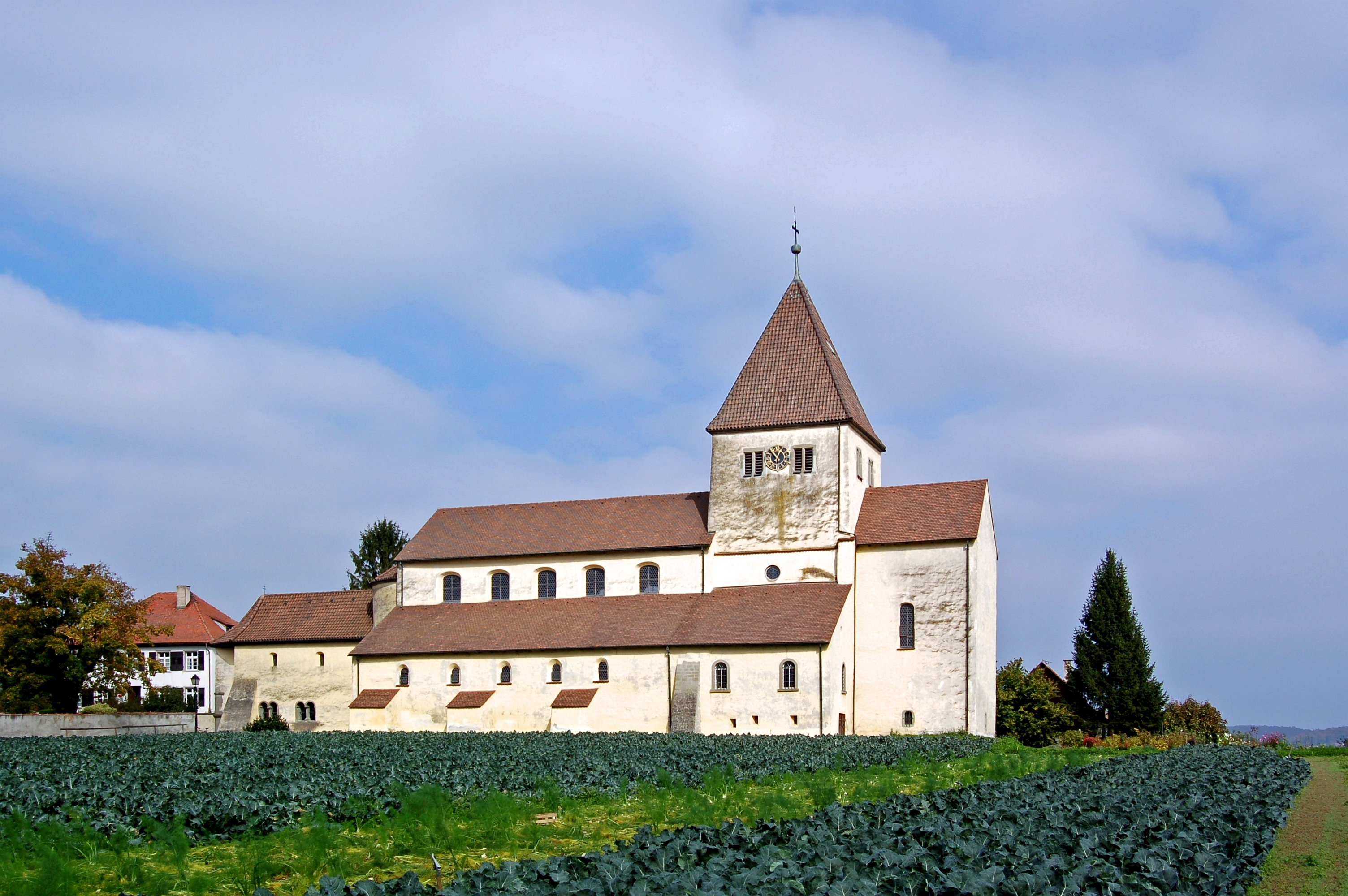
A Szent György-templom

III. Hatto mainzi püspök és reichenaui apát 896-ban Formosus pápától kapott Szent György-ereklyéket hozott a kolostorba, megalapozva ezzel a mártír svábföldi tiszteletét. Ennek nyomán alapították az oberzelli Szent György-templomot. A templom késő karolingkori építmény, amelyet 900 körül emeltek és többször bővítettek.
A templom egy kis dombon áll a sziget keleti csücskében. A háromhajós bazilika oldalhajói alacsonyak, a négyezet felett egy torony található. A kórus alatti kripta négyzet alakú csarnok, ahol négy oszlop keretezi az oltárt. 1000 körül a főhajó nyugati oldalához egy lekerekített apszist toldottak. A 11. század elején keletkezett az alacsony, hosszan elnyúló előcsarnok és felette a Mihály-kápolna.
A főhajó falfestményei a 10–11. századból származnak. A freskó középpontjában Jézus életének jelenetei láthatóak, az evangéliumokból vett idézetekkel. A jeleneteket meanderek és gazdagon díszített frízek keretezik. A főhajó északi falán egy ritka gúnykép látható a 14. századból, amely a balga asszonyt ábrázolja. A képen négy ördög egy tehénbőrt tart, amelyre egy gúnyverset írtak.
A templom három kisebb harangja 13. századi, a legnagyobb a 15. századból maradt fenn.

### Szent Péter és Pál-templom

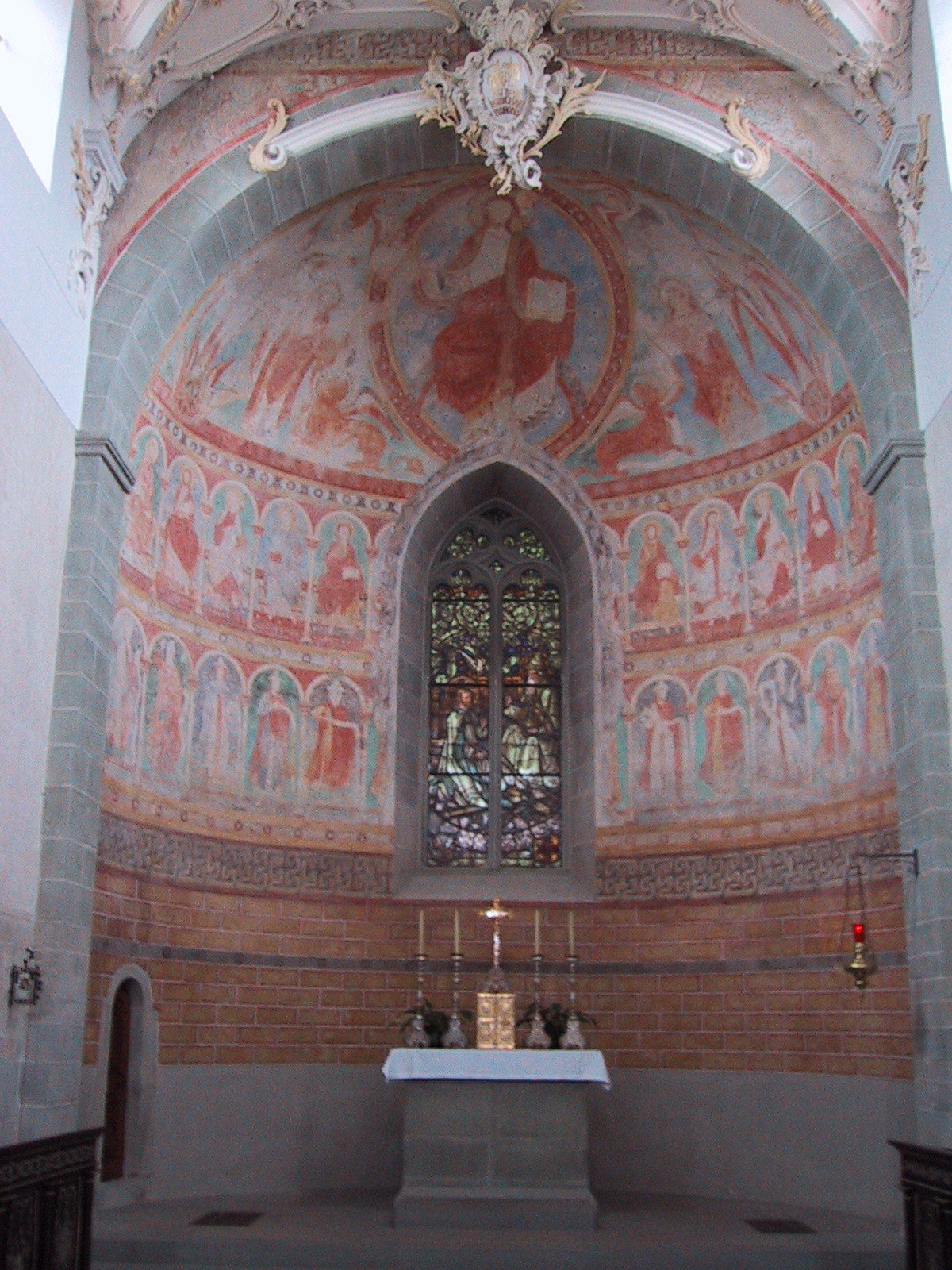
A Szent Péter és Pál-templom apszisa

Az első templom egy gazdagon díszített csarnoktemplom lehetett, amelynek maradványai az északi oldalhajóban még láthatóak. Két tűzeset után ezt a templomot 1080 körül lebontották és a régi alapokon az eredeti méretek megtartásával megépítették a jelenlegi bazilikát. Az új templom utolsó tetőmunkálatait 1134-ben végezték el. 1750-60 között a templom belső terét messzemenően átalakították.

## Fordítás
- Ez a szócikk részben vagy egészben  a   Reichenau (Insel) című német Wikipédia-szócikk ezen változatának fordításán alapul.  Az eredeti cikk szerkesztőit annak laptörténete sorolja fel. Ez a jelzés csupán a megfogalmazás eredetét és a szerzői jogokat jelzi, nem szolgál a cikkben szereplő információk forrásmegjelöléseként.
- Ez a szócikk részben vagy egészben  a   Kloster Reichenau című német Wikipédia-szócikk ezen változatának fordításán alapul.  Az eredeti cikk szerkesztőit annak laptörténete sorolja fel. Ez a jelzés csupán a megfogalmazás eredetét és a szerzői jogokat jelzi, nem szolgál a cikkben szereplő információk forrásmegjelöléseként.
- Ez a szócikk részben vagy egészben  a   Georgskirche (Reichenau-Oberzell) című német Wikipédia-szócikk ezen változatának fordításán alapul.  Az eredeti cikk szerkesztőit annak laptörténete sorolja fel. Ez a jelzés csupán a megfogalmazás eredetét és a szerzői jogokat jelzi, nem szolgál a cikkben szereplő információk forrásmegjelöléseként.
- Ez a szócikk részben vagy egészben  a   St. Peter und Paul (Reichenau-Niederzell) című német Wikipédia-szócikk ezen változatának fordításán alapul.  Az eredeti cikk szerkesztőit annak laptörténete sorolja fel. Ez a jelzés csupán a megfogalmazás eredetét és a szerzői jogokat jelzi, nem szolgál a cikkben szereplő információk forrásmegjelöléseként.